# Lodewijk III van Württemberg
Lodewijk III (1166 - rond 1241), getrouwd met de dochter van graaf Adalbert III van Dillenburg was graaf van Württemberg vanaf 1194 tot aan zijn dood in 1241 .
Hartman I en Lodewijk III zijn zonen van graaf Lodewijk II. Ze noemden zich beiden "graaf van Württemberg", zodat we er kunnen van uitgaan dat beiden het graafschap samen bestuurden. Volgens bepaalde bronnen was Lodewijk in 1194 bij keizer Hendrik VI in Salerno. Daarna worden de broers vermeld bij koning Otto IV op Rijnlandse, Zwabische en Frankische paltsen.